# مسجد طوبى
مسجد طوبى (بالأوردو: مسجد طوبٰی، بالإنجليزية: Tooba Mosque) أحد مساجد مدينة كراتشي في اقليم السند جنوب باكستان، ويعرف محليا باسم مسجد غول .

## البناء
تم بناء المسجد في عام 1969 من قبل جمعية الإسكان الدفاعي بكراتشي، يقع قبالة طريق كورانجي الرئيسي، وكثيرا ما يزعم أن مسجد طوبى أكبر مسجد في العالم يحوي أكبر قبة، ويعد المسجد مكان جذب سياحي رئيسي في مدينة كراتشي، تم بناء مسجد طوبى من الرخام الأبيض النقي، يبلغ قطر القبة 72 مترا (236 قدما) بنتية بشكل متوازن على الجدار المحيطة المنخفضة مع عدم وجود عدد من الأعمدة المركزية، للمسجد مئذنة واحدة يبلغ طولها 70 متر، ويعد المسجد صاحب الترتيب 18 في المساجد الأكبر في العالم مع حيث القدرة الاستيعابية للمصلين إذ تبلغ القدرة الاستيعابيه له أكثر من 5,000 مصلي .

## الصوت والتصميم
بني المسجد وقد أخذ موضوع الصوتيات في الاعتبار، فهناك شخص (المأذن) يؤذن داخل تهاية القبة ويستطيع سماع من في الطرف الآخر من القبة بشكل واضح، وقد صمم المسجد من قبل المهندس المعماري الباكستاني الدكتور حامد بابار شوهان والمهندس زهير حيدر نقفي .

## وصلات خارجية
- قبة المسجد
- المسجد من الداخل